# Virada em roda

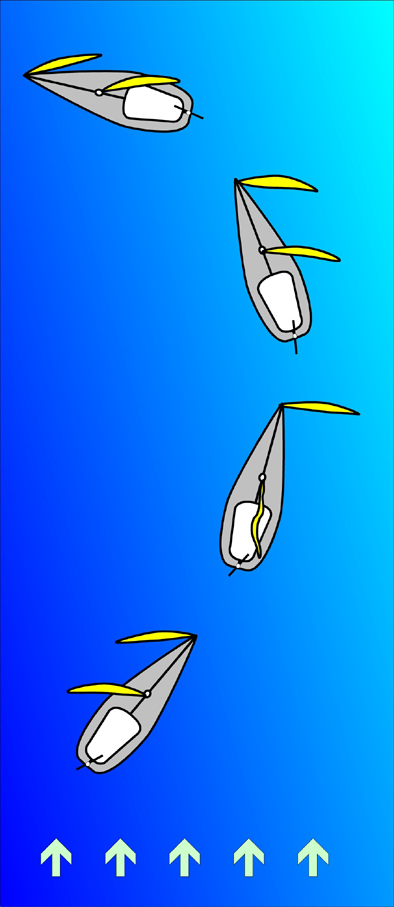
Virada em roda com um equipamento das Bermudas.

Virar em roda é um termo náutico empregues para descrever as manobra a efectuar quando um veleiro que navega na mesma direcção do vento - barco ao vento, como em popa ou popa rasada, muda de direcção de forma a recebar o vento na amura do outro bordo.
Os termos ingleses são muito utilizados na navegação à vela: o jibing chama-se jibe (inglês americano) ou gybe (inglês britânico), a manobra de um square rig chama-se "wearing ship".

## Sequência da manobra
Os números referem-se à imagem "Virar em roda/Cambada,  Gybe"

Virar em roda/Jaibe

### Vento ligeiro
- manobrar o leme para provocar a mudança de direcção (2),
- a vela grande não recebe vento e, a bater, atravessa o eixo da embarcação levando consigo a retranca (3),
- o timoneiro estabiliza o leme na posição desejada enquanto os membros da equipagem manobram, caçando os cabos de forma a estabelecerem as vela na outra amura (5).

Nos monotipos ligeiro e com vento ligeiro o virar em roda controlado pode ser efectuado metendo-se em  popa rasada, e pegando na escota da retranca fazê-la passar para o outro bordo.  -

### Vento forte

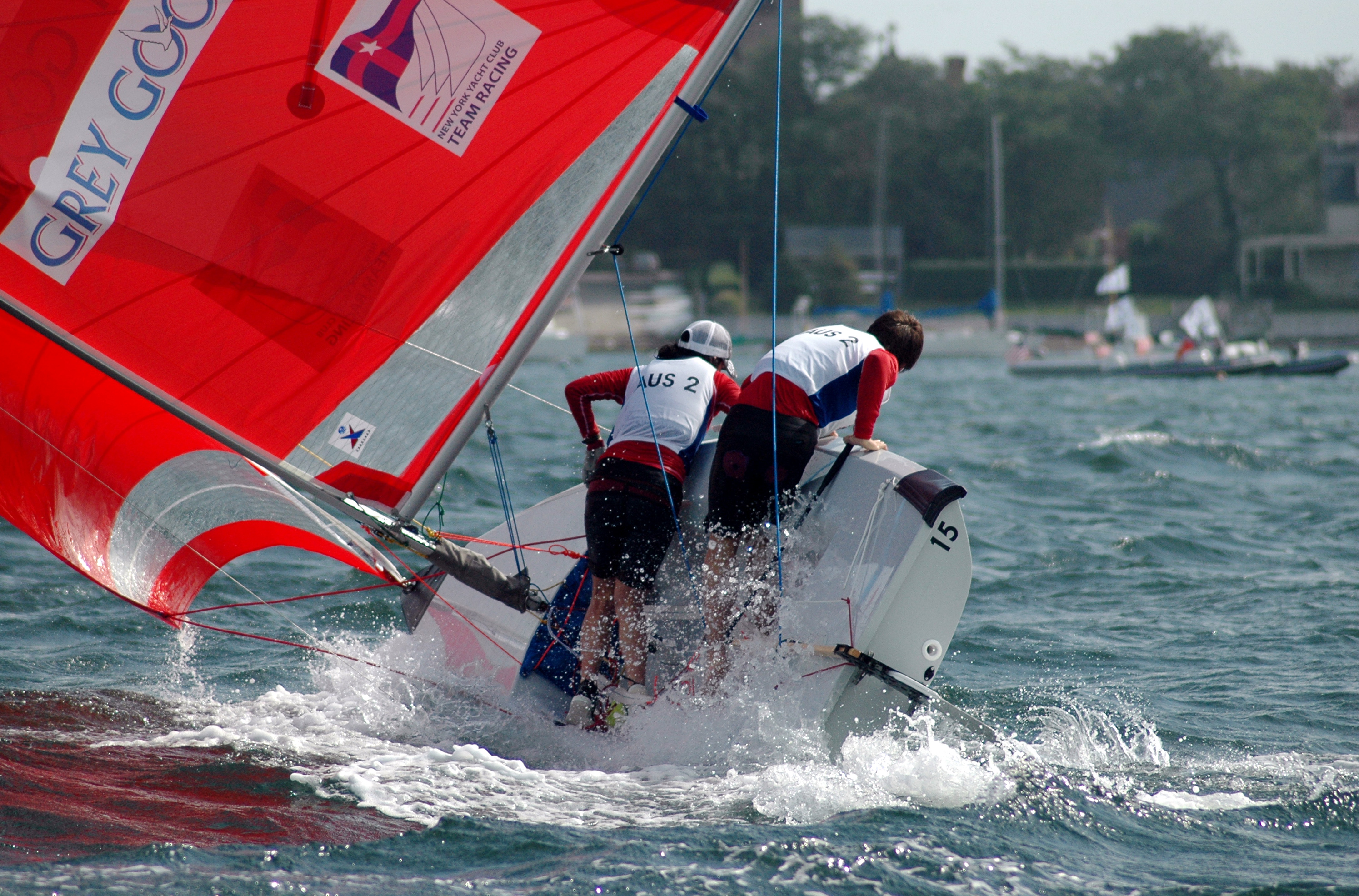
Iminente risco de capotamento

Com vento forte - Brisa moderada (Beaufort 4) -  a retranca passa de um bordo ao outro com uma velocidade proporcional à do vento e num barco ligeiro o movimento pode ser muito perigoso, não só pela retranca poder ferir alguém e/ou chegando ao ponto de poder haver o risco de capotar (voltar-se).
A sequência da manobra com vento forte pode ser a seguinte:
- manobrar o leme para provocar a mudança de direcção,
- caçar tão rapidamente quanto possível a escota da vela grande,
- o homem do leme mantém a embarcação o maior tempo possível em popa rasada, (vento absolutamente pela popa),
- uma vez que a retranca passou o leito do vento:
  - folgar a vela de um maneira controlada,
  - um nó na ponto adequada impedirá a retranca de ir bater nos brandais,
  - o burro está preso ao máximo para impedir a retranca de subir.
- a manobra à proa (Vela de estai, Genoa, Balão) pode se efectuar antes ou depois do viramento em roda.[2][3]

## Risco
O maior risco, principalmente com vento forte, é o do barco  se deitar quando devido a uma falsa manobra ou a uma rajada de vento, a nave parte para a orça.